# Kochius cerralvensis
Espèce
Synonymes
- Vaejovis punctipalpi cerralvensis Williams, 1971
- Kochius punctipalpi cerralvensis (Williams, 1971)

Kochius cerralvensis est une espèce de scorpions de la famille des Vaejovidae.

## Distribution
Cette espèce est endémique de Basse-Californie du Sud au Mexique. Elle se rencontre sur l'île Jacques Cousteau.

## Description
Le mâle holotype mesure 42,0 mm et la femelle paratype 53,0 mm.

## Systématique et taxinomie
Cette espèce a été décrite sous le protonyme Vaejovis punctipalpi cerralvensis par Williams en 1971. Elle suit son espèce dans le genre Kochius. Elle est élevée au rang d'espèce par González Santillán et Prendini en 2013.

## Étymologie
Son nom d'espèce, composé de cerralv[o] et du suffixe latin -ensis, « qui vit dans, qui habite », lui a été donné en référence au lieu de sa découverte, l'île Cerralvo aujourd'hui île Jacques Cousteau.

## Publication originale
- Williams, 1971 : « New and little known scorpions belonging to the punctipalpi group of the genus Vaejovis from Baja California, Mexico, and adjacent area (Scorpionida: Vaejovidae). » The Wasmann Journal of Biology, vol. 29, no 1, p. 37-63 (texte intégral).